# Alberto Mario Bedarida
Alberto Mario Bedarida (Torino, 29 marzo 1890 – Genova, 3 luglio 1957) è stato un matematico italiano.

## Biografia
Nato a Torino, studiò presso l'Università di Pisa e la Scuola Normale. Dopo la laurea, conseguita nel 1914, divenne dapprima assistente, poi libero docente presso l'Università di Genova. Per effetto della promulgazione dei Provvedimenti per la difesa della razza nella scuola fascista (5 settembre 1938) fu allontanato dall'università poiché ebreo. Reintegrato in seguito, divenne professore incaricato.
Nel corso della sua carriera si occupò con profitto di Teoria dei numeri e di Geometria differenziale. Tuttavia, le sue ricerche nel settore dell'aritmetica teorica rimasero sempre un po' estranee al contesto matematico italiano.

## Pubblicazioni
Dall'archivio  Zentralblatt risultano 27 lavori recensiti, tra cui:
- Bedarida, A. M., Sopra la teoria delle forme aritmetiche., Acc. Lincei Rendiconti (5) 31, No.2, 9-13 (1922).
- Bedarida, A. M., Le classi di forme aritmetiche di Dirichlet appartenenti ai generi della specie principale Acc. Lincei Rendiconti (5) 31, No.1, 5-8 (1922).
- Bedarida, A. M., Sopra il numero delle classi di forme aritmetiche definite di Hermite, Acc. Lincei Rendiconti (5) 30, No.2, 259-261, 303-305 (1921).